# Heliconia mantenensis
Heliconia mantenensis är en enhjärtbladig växtart som beskrevs av B.R.Silva, Senna V. och Luiz Emygdio de Mello Filho. Heliconia mantenensis ingår i släktet Heliconia och familjen Heliconiaceae. Inga underarter finns listade.